# 米切爾縣 (愛阿華州)
米切爾縣（英語：Mitchell County）是美國愛阿華州北部的一個縣，北鄰明尼蘇達州。面積1,216平方公里。根據美國2000年人口普查估計，共有人口10,874人。縣治歐塞奇 (Osage)。
成立於1851年1月15日，縣政府成立於1854年10月2日。縣名紀念愛爾蘭民族主義分子辛·米切爾。